# Erica oxycoccifolia
Erica oxycoccifolia är en ljungväxtart som beskrevs av Richard Anthony Salisbury. Erica oxycoccifolia ingår i släktet klockljungssläktet, och familjen ljungväxter. Inga underarter finns listade i Catalogue of Life.